# Richard Adleff

Richard Adleff

Richard Adleff (n. 1932, Sibiu), jurnalist, traducător, redactor, critic literar și scriitor de limba germană originar din România
Între 1951 și 1961 a studiat electrotehnica și germanistica/romanistica la București. Diplomat în germanistică.
A lucrat ca redactor în departamentul cultural a publicației Karpatenrundschau, ca traducător și referent de specialitate.
Din 1973 trăiește în Germania, la Erlangen, unde și-a contiuat studiile de științe sociale. 
Între 1974 și 1998 a fost profesor de liceu în Erlangen.

## Scrieri
Apărute în România
- Conrad Ferdinand Meyer - Gedichte und Novellen, Editura Kriterion, București, 1971
- Herr Flöte und seine Schneider. Prosa, Editura Kriterion, București, 1971

Apărute în Germania
- Der lange Weg zum Markt, Editura Frieling, Berlin, 1992 ISBN-13: 9783890093024 / ISBN 3890093027
- Die Zugmaschine, Editura Frieling, Berlin, 1993 ISBN-13: 9783890094014 / ISBN 3890094015
- Ulysses und die Lemuren, Editura Frieling, Berlin, 1995 ISBN-13: 9783890098081 / ISBN 3890098088
- Passion des Entzugs, Editura Vetter, Geldersheim, 2003 ISBN-13: 9783980724432 / ISBN 3980724433